# Denïs Rodïonov
Denïs Rodïonov (in kazako Денис Родионов?, in russo Денис Родионов?, Denis Rodionov; 26 luglio 1985) è un allenatore di calcio ed ex calciatore kazako, di ruolo centrocampista.